# 앨리스 화이트

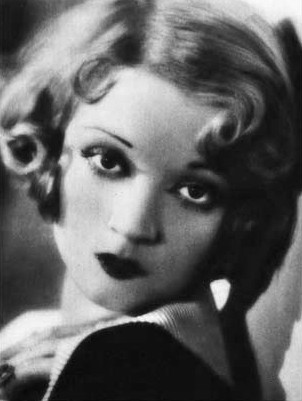

앨리스 화이트(Alice White, 1904년 8월 24일 ~ 1983년 2월 19일)는 미국의 영화배우, 배우이다.
패터슨에서 태어났으며 로스앤젤레스에서 사망하였다. 사인은 뇌졸중이다.

## 영화
- 플레잉 어라운드 (1930년)
- 쇼 걸 인 헐리우드 (1930년)
- 핫 스터프 (1929년)
- 브로드웨이 베이비스 (1929년)
- 쇼 오브 쇼 (1929년)
- 노티 베이비 (1928년)
- 해롤드 틴 (1928년)